# SN 1982L
SN 1982L – supernowa typu II odkryta 21 lipca 1982 roku w galaktyce NGC 7713. W momencie odkrycia miała maksymalną jasność 16,00m.